# تشارلز بروتيوس شتاينميتز
تشارلز بروتيوس شتاينميتز (بالألمانية: Charles Proteus Steinmetz) ‏ (9 أبريل 1865 - 26 أكتوبر 1923) هو رياضياتي ومهندس كهربائي ألماني الأصل أمريكي المولد. ساهم في تطوير التيار المتردد الذي أحدث نقلة نوعية في مجال إنتاج الطاقة الكهربائية، بالإضافة إلى إحداثه نقله نوعية كبيرة في مجال الهندسة الكهربائية من خلال خاصية التلاكؤ التي سمحت للمهندسين بصنع آلات كهربائية هندسية تحوي محرك حثي تستخدم في التصنيع والإنتاج.
حصل شتاينمتز في حياته على أكثر من 200 براءة اختراع، كان عبقريًا في الرياضيات والإلكترونيات، وقد قام بعمل أكسبه ألقابًا مثل «حداد الصواعق أو مزيّف الصواعق» و«عبقري سكينيكتدي». سمّي الكثير على اسمه، مثل: معادلة شتاينميتز، وأجسام شتاينميتز، ومنحنيات شتاينميتز، ونظرية الدارة المكافئة لشتاينميتز، وسميت العديد من الأوسمة والمِنح الدراسية باسمه، مثل جائزة تشارلز بروتيوس شتاينميتز من معهد مهندسي الكهرباء والإلكترونيات، وهي واحدة من أرفع الجوائز التقنية التي يمنحها معهد مهندسي الكهرباء والإلكترونيات في المجتمع المهني.

## النشأة
وُلد كارل أوغست رودولف شتاينمتز في 9 أبريل عام 1865 في فروتسواف، عاصمة محافظة سيليزيا السفلى في بولندا، لكارولين (نيوبرت) وكارل هاينريش شتاينمتز. عُمّد لوثري في الكنيسة الإنجيلية في بروسيا. كان شتاينمتز –الذي كان طوله يبلغ أربعة أقدام فقط وهو شخص بالغ– يعاني من التقزم، والحداب، وخلل التنسج الوركي الخلقي تمامًا كوالده وجده. حضر شتاينمتز أكاديمية يوهانس وأذهل مدرسيه بإتقانه الرياضيات والفيزياء.
التحق شتاينمتز بعدها بجامعة فروتسواف ليبدأ رحلة دراسته الجامعية في عام 1883. وكان على وشك الانتهاء من الدكتوراه في عام 1888 عندما خضع للتحقيق من قبل الشرطة الألمانية لقيامه بأنشطة اشتراكية في الجامعة، وعدة مقالات كتبها لصحيفة اشتراكية محلية.

## الاشتراكية والتكنوقراطية
فرّ شتاينمتز إلى زيورخ عام 1888 هاربًا من الاعتقال المحتمل بسبب حظر اللقاءات والصحافة الاشتراكية في ألمانيا. هاجر إلى الولايات المتحدة في عام 1889، وغير اسمه الأول إلى «تشارلز» لأنه اسم شائع في أميركا، واختار الاسم الأوسط «بروتيوس» -الشخصية الحكيمة الحدباء من الأوديسة التي عرفت الكثير من الأسرار- كنية أطلقها عليه زملاؤه في الدراسة، وشعر بأنها تلائمه.
أكد أستاذ جامعة كورنيل رونالد آر كلاين مؤلف كتاب «شتاينميتز: مهندس واشتراكي» أن هناك عوامل أخرى أثرت بشكل مباشر في قرار شتاينمتز بمغادرة وطنه، مثل التأخر في دفع الرسوم الدراسية في الجامعة والحياة المتوترة في المنزل مع والده وزوجة أبيه وبناتها.
خَلُصَ شتاينمتز بحلول عام 1922 إلى أن الاشتراكية لن تنجح أبدًا في الولايات المتحدة -على الرغم من جهوده السابقة واهتمامه بها، لأن البلاد كانت تفتقر إلى حكومة قوية مركزية من الرجال المؤهلين المتعاقبين على الكرسي، ولأن نسبة صغيرة فقط من الأمريكيين يقبلون بوجهة النظر هذه اليوم (الاشتراكية). كان شتاينمتز عضوًا في التحالف التقني الأصيل، وكان من أعضائه أيضًا ثورستين فيبلن ولاند أولدز، وكان لدى شتاينمتز إيمانًا كبيرًا بقدرة الآلات على القضاء على عناء البشرية وخلق رفاهية للجميع. قالها بهذه الطريقة: «في يوم من الأيام؛ ستتاح الأشياء الجيدة في الحياة للجميع».

## عبقري الهندسة
اشتهر شتاينمتز بمساهمته في ثلاثة مجالات رئيسية لنظرية أنظمة التيار المتردد: تحليل التخلف المغناطيسي وتحليل الحالة المستقرة والعابرة في الدوائر الكهربائية.

### نظرية التخلف المغناطيسي في دوائر التيار المتردد
ذهب شتاينميتز للعمل مع رودولف إيكماير في يونكيرس- نيويورك بعد وقت قصير من وصوله إلى الولايات المتحدة، ونشر في مجال التخلف المغناطيسي، وحصل على اعتراف احترافي عالمي. طورت شركة إيكماير محولات لاستخدامها في نقل الطاقة الكهربائية بين العديد من الأجهزة الميكانيكية والكهربائية الأخرى. في عام 1893 اشتُريت إيكماير إلى جانب كل براءات الاختراع والتصاميم الخاصة بها من قبل شركة جنرال إلكتريك التي شُكلت حديثًا، حيث سرعان ما أصبح شتاينميتز معروفٌ باسم عبقري الهندسة في مجتمع جنرال إلكتريك الهندسي.

### نظرية الحالة الثابتة في دوائر التيار المتردد
أحدث عمل شتاينميتز ثورة في نظرية وتحليل دوائر التيار المتردد، والتي كانت تُحل باستخدام طرق معقدة ومضيعة للوقت تعتمد على حساب التفاضل والتكامل. قام شتاينميتز تبسيط هذه الطرق المعقدة إلى حدود جبرية بسيطة في ورقته الرائدة «الأعداد المركبة واستخدامها في الهندسة الكهربائية»، والتي قُدّمت في اجتماع في يوليو 1893 المنشورة في المعهد الأمريكي لمهندسي الكهرباء. قام بتنظيم استخدام طور الأعداد المركبة في كتب الهندسة الكهربائية، حيث يتم استخدام الحرف الصغير "j" لتعيين انزياح طور الموجة (90 درجة) في تحليل نظام التيار المتردد. علّمت كتبه الأساسية والعديد من أوراق المعهد الأمريكي لمهندسي الكهرباء الأخرى جيلًا كاملاً من المهندسين في كيفية التعامل مع ظواهر التيار المتردد.

### نظرية الحالة العابرة في دوائر التيار المتردد
قدم شتاينمتز أيضًا تقدمًا كبيرًا في فهم الصواعق. أسفرت تجاربه المنهجية عن إنشاء أول مختبر «البرق من صنع الإنسان»، مما أكسبه لقب «حداد الصواعق أو مزيّف الصواعق». وقد أجريت هذه التجربة في مختبر بحجم كرة القدم في شركة جنرال إلكتريك، وذلك باستخدام (120000) مولد كهربائي. قام أيضًا ببناء برج البرق لجذب البرق الطبيعي من أجل دراسة أنماطه وتأثيراته، مما أدى إلى نظريات عديدة.

## حياته المهنيّة
شغل شتاينمتز المناصب التالية
- رئيس الهندسة الكهربائية في كلية الاتحاد من 1902 إلى 1913، وعضو هيئة تدريس بعد ذلك حتى وفاته في عام 1923.[22]
- عضو مجلس إدارة في مجلس تعليم مدينة سكنيكتادي لمدة ست سنوات، بما في ذلك أربع سنوات كرئيس للمجلس.[22]
- رئيس لمجلس التعليم لمدينة سكنيكتادي.[22]
- رئيس للمعهد الأمريكي لمهندسي الكهرباء من 1901 إلى 1902.[23]
- أول نائب لرئيس الرابطة الدولية والداخلية لإشارات تنظيم المرور من عام 1913 حتى وفاته في عام 1923.
- حصل على شهادة فخرية من جامعة هارفارد في عام 1901، ودكتوراه من كلية الاتحاد في عام 1903.

كتب شتاينميتز (13) كتابًا و(60) مقالًا، بمختلف المجالات وليش حصرًا بالهندسة. كان عضوًا ومستشارًا لأخوية «فاي – غاما – دلتا» في كلية الاتحاد. قدم شتاينميتز العديد من الإصلاحات التقدمية أثناء عمله كرئيس لمجلس تعليم مدينة سكنيكتادي، وتشمل ساعات الدراسة الطويلة، والوجبات المدرسية، والممرضات في المدارس، والفصول الخاصة لأطفال المهاجرين، وتوزيع الكتب المدرسية مجانًا.

## الحياة الشخصية
بقي شتاينمتز أعزبًا على الرغم من حبه للأطفال والحياة الأسرية؛ لمنع انحراف العمود الفقري الذي يعاني منه، وعانى منه أبوه وجده سابقًا من الانتقال إلى ذريته.
عندما أعلن جوزيف ليراي هايدن -مساعد مختبر مخلص ومجد بعمله- أنه سيتزوج وينتقل لمسكن خاص، قدم شتاينميتز اقتراحًا غير عادي بفتح منزله الكبير كمختبر للأبحاث، مع دفيئة زراعية، ومكتب لهايدنز، ومكاتب لأطفاله المحتملين. أُعجب هايدن بالفكرة، لكن زوجته المستقبلية كانت حذرة للغاية من الإعداد غير التقليدي، ووافقت أخيرًا بضمانات ستاينميتز بأنها تستطيع إدارة المنزل كما ترى بالشكل المناسب. نجح الترتيب وأرضى جميع الأطراف بعد بداية غير سهلة، خاصة بعد ولادة ثلاثة أطفال. تبنى شتاينميتز جوزيف هايدن قانونيًا ليصبح نجله. ليصبح جَدًّا لأطفال يسليهم بقصص رائعة وبعروض علمية مذهلة. استمرت ترتيبات المعيشة غير العادية ولكن المتناغم لبقية حياة شتاينمتز.
أسس شتاينميتز أول نادٍ للطائرة الشراعية في أمريكا. كان شتاينمتز لاأدري طوال حياته. توفي في 26 أكتوبر 1923، ودُفن في مقبرة فال في سكنيكتادي.

## إرثه
نال «حداد الصواعق أو مزيّف الصواعق» و«عبقري سكينيكتدي» اعترافًا واسعًا بين الأوساط العلمية والعديد من الجوائز والأوسمة على حد سواء خلال حياته وبعد وفاته.
تُعرف «معادلة شتاينمتز»، المشتقة من تجاربه، الطاقة الحرارية التقريبية الناتجة عن التخلف المغناطيسي، لكل دورة واحدة لكل وحدة مساحة من المواد المغناطيسية. جسيم شتاينمتز هو الجسم الصلب المتولد عن تقاطع اثنتي أو ثلاثة أسطوانات متساوية الأقطار في زوايا محددة. لا تزال نظرية الدوائر المكافئة لشتاينمتز تُستخدم على نطاق واسع لتصميم واختبار المحركات الحثية.
تُعد جائزة تشارلز بروتيوس شتاينميتز من معهد مهندسي الكهرباء والإلكترونيات إحدى أعلى الجوائز التقنية التي منحها المعهد، وتُمنح لمساهمات كبيرة في التوحيد القياسي في مجال الهندسة الكهربائية والإلكترونية.
بدأت سلسلة محاضرات تشارلز بروتيوس شتاينميتز التذكارية على شرفه في عام 1925، برعاية فرع معهد مهندسي الكهرباء والإلكترونيات في سكنيكتادي. عُقد (73) تجمعًا خلال عام 2017، أكثره في كلية الاتحاد، وضمت التجمعات شخصيات بارزة مثل عالم الفيزياء التجريبية الحائز على جائزة نوبل، روبرت أ. ميليكان، ومخترع الطائرة المروحية إيغور سيكورسكي، ورائد الغواصات النووية الأدميرال هيمان جي ريكوفر (1963)، والحائز على نوبل في الفيزياء عن صناعة أشباه الموصلات وليم شوكلي، وأبو الإنترنت ليونارد كلاينروك. يتم منح منحة تشارلز بروتيوس شتاينميتز السنوية من الكلية، موّلت الكلية منذ إنشائها في عام 1923 من قبل شركة جنرال إلكتريك.
تأسست تشارلز بروتيوس شتاينميتز التذكارية في كلية الاتحاد من قِبل مارجوري هايدن، ابنة جوزيف وكورين هايدن، وتمنح للطلاب الذين يتخصصون في الهندسة أو الفيزياء. يتم الاحتفال بيوم شتاينمتز للتواصل في كلية الاتحاد من خلال ندوة شتاينمتز السنوية، وهو حدث لمدة يوم يقدم فيه الطلاب الجامعيين في الاتحاد عروضًا حول الأبحاث التي قاموا بها. سميت القاعة التي تضم مركز الحاسوب في كلية الاتحاد باسمه «قاعة شتاينميتز».
ظهر شتاينميتز في عام 1959 على التلفاز مع الممثل رود ستايغر في سلسلة مختارات تلفزيونية من «سي بي إس» ركزت الحلقة على أنشطته الاشتراكية في ألمانيا. سميت مدرسة ثانوية عامة في شيكاغو باسمه «كلية شتاينميتزالإعدادية»، وسميت أيضًا حديقة عامة في شمال سكنيكتادي- نيويورك باسمه في عام 1931.

## في الثقافات المختلفة
ذُكر شتاينمتز في رواية من ثلاثية الولايات المتحدة لجون دوس باسوس، وكان أيضًا الشخصية الرئيسية في رواية ستارلينغ لورانس حارس البرق.
نشأ الروائي جون بال في منزل شتاينمتز. كان والداه من طلاب الدراسات العليا مولتهم شركة جنرال إلكتريك للعيش مع ورعاية شتاينمتز الذي أطلق بال عليه لقب «العم شتايني». اعتاد بال على سرد قصص شتاينميتز في اجتماعات رابطة كُتاب الغموض بجنوب كاليفورنيا. أيضًا كان شتاينمتز شخصية رئيسية في رواية إلكتريك سيتي من تأليف إليزابيث روزنر.

## اقرأ أيضاً
- تيار متردد

## روابط خارجية
- تشارلز بروتيوس شتاينميتز على موقع الموسوعة البريطانية (الإنجليزية)